# Jean-Georges II de Saxe-Eisenach
Pour les articles homonymes, voir Jean-Georges II.
Jean-Georges II (24 juillet 1665, Friedewald – 10 novembre 1698, Eisenach) est duc de Saxe-Eisenach de 1686 à sa mort.
Il est le deuxième fils de Jean-Georges Ier de Saxe-Eisenach et de son épouse Jeannette de Sayn-Wittgenstein (1632-1701) (son frère aîné, Frédéric-Auguste, est tué en 1684).
Le 20 septembre 1688, Jean-Georges II épouse Sophie-Charlotte de Wurtemberg-Stuttgart. Ils n'ont pas d'enfants. Il meurt de la variole en 1698 et son frère Jean-Guillaume lui succède.